# Jan Spetgens

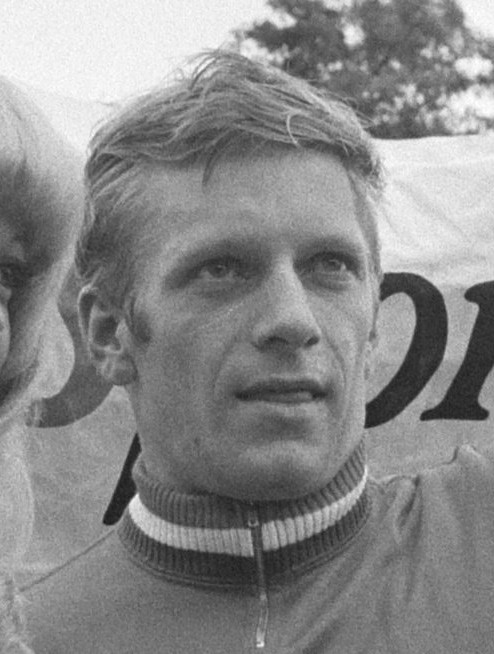
Jan Spetgens (1971)

Jan Spetgens (* 31. Januar 1947 in Someren) ist ein ehemaliger niederländischer Radrennfahrer und nationaler Meister im Radsport.

## Sportliche Laufbahn
Spetgens war im Straßenradsport aktiv. 1967 kam er im Flèche du Sud hinter Roger Gilson auf den zweiten Platz. 1969 bestritt er die Tour de l’Avenir und wurde 24. der Gesamtwertung.
1971 startete er im Grand Prix Guillaume Tell, 1972 in der Österreich-Rundfahrt. Dort gewann er einen Tagesabschnitt und wurde 23. im Endklassement. In seiner Heimat gewann er den Omloop der Kempen. In der Saison 1972 wurde er hinter Frits Schür Zweiter der Olympia’s Tour. Die nationale Meisterschaft im Mannschaftszeitfahren gewann Spetgens 1972 mit Jos van der Vleuten, Ferry van der Vleuten und Jan van Katwijk. 1971 wurde er Zweiter in der Ronde van Midden-Nederland.
1973 wurde er Berufsfahrer.

## Familiäres
Sein Bruder Jacques Spetgens war ebenfalls Radrennfahrer und vor allem im Querfeldeinrennen (heutige Bezeichnung Cyclocross) erfolgreich.